# Upton Park Football Club
L'Upton Park Football Club, noto semplicemente come Upton Park, è stata una società calcistica dilettantistica di Londra, fondata nel 1866 e nota per aver vinto il torneo di calcio ai Giochi olimpici di Parigi 1900.

## Storia
L'Upton Park è stato uno dei 15 club a giocare la FA Cup 1871-1872, ovvero la prima edizione della più antica competizione per club al mondo.
La squadra è nota principalmente per aver disputato e vinto, in rappresentanza della Gran Bretagna, il torneo di calcio ai Giochi olimpici di Parigi 1900: in quell'edizione batté infatti, nell'unica partita che disputò, il Club Français per 4-0. Anche se parteciparono delle squadre di club il torneo organizzato dal CIO aveva carattere ufficiale, infatti vennero assegnate tutte le medaglie ed essendo l'Upton Park un club britannico l'oro venne ufficialmente assegnato, a livello di Nazioni (e quindi di comitati olimpici), alla Gran Bretagna. La FIFA invece considera il torneo come dimostrativo proprio perché parteciparono delle squadre di club e non delle Nazionali.
La formazione in campo nella partita contro il Club Français era la seguente: James Jones, Claude Buckenham, William Gosling; Alfred Chalk, Tom Burridge, Bill Quash; Richard Turner, Fred Spackman, John Nicholas, Jack Zealley, Henry Haslam (capitano).

## Rifondazione
La squadra è stata rifondata nel 2016, è una squadra dilettantistica e gareggia solamente in amichevoli, solitamente di beneficenza.

## Giocatori
L'Upton Park ha fornito tre giocatori alla nazionale inglese: Conrad Warner (una presenza nel 1878), Segar Bastard (una presenza nel 1880), e Clement Mitchell (cinque presenze e cinque gol nel periodo 1880-1885).
Anche Charles Alcock, uno dei maggiori artefici dello sviluppo del calcio a livello internazionale e ideatore della FA Cup, sembra abbia giocato per l'Upton Park tra il 1869 e il 1872.

## Palmarès

### Competizioni regionali
- London Senior Cup: 2

1882-1883, 1883-1884

### Competizioni internazionali
- Oro olimpico: 1

1900

### Altri piazzamenti
- Coppa d'Inghilterra:

Semifinalista: 1876-1877
- London Senior Cup:

Finalista: 1884-1885